# ألان أوغ
ألان أوغ (بالإنجليزية: Alan Ogg)‏ مواليد 5 يوليو 1967 في لانكستر - الوفاة 1 نوفمبر 2009، كان لاعب كرة سلة أمريكي. بدأ مسيرته الاحترافية في سنة 1990. بلغ طوله 7 قدم 2 بوصة (2.2 م). اعتزل اللعب في 2001.

## المسيرة الاحترافية
لعب مع ميامي هيت من سنة 1990 إلى 1992، ثم لعب مع ميلووكي باكز في سنة 1993، ثم لعب مع واشنطن ويزاردز في سنة 1993.

## روابط خارجية
- ألان أوغ على موقع إن بي أي (الإنجليزية)
- ألان أوغ على موقع سبورتس رفرنس (الإنجليزية)
- ألان أوغ على موقع كرة السلة الأوروبية.كوم (الإنجليزية)
- ألان أوغ على موقع كلية كرة السلة في سبورتس رفرنس.كوم (الإنجليزية)
- ألان أوغ على موقع ريلجم (الإنجليزية)
- ألان أوغ على موقع بروبوليرز (الإنجليزية)